# Люди за солнцем
«Люди за солнцем», также «Человек за солнцем» или «Отряд 731» (кит. трад. 黑太陽731, упр. 黑太阳731, пиньинь hēi tàiyáng 731, буквально: «Чёрное солнце 731») — гонконгский фильм, повествующий о бесчеловечной деятельности и военных преступлениях Отряда 731 — японской секретной лаборатории по производству биологического оружия, находившейся на территории Маньчжурии в районе Харбина во время Второй мировой войны.

## Сюжет
На территории подконтрольного Японии государства Маньчжоу-го существуют несколько концлагерей, где японцы проводят над своими жертвами всевозможные опыты для разработки бактериологического оружия. Командование японской армии требует от командующего Отрядом 731 Сиро Исии скорейшего результата, так как ожесточённые бои на Южном фронте складываются для них неблагоприятно.
Сиро Исии набирает курсантов в молодёжный корпус для обеспечения деятельности всего лагеря и помощи в опытах, где им наглядно показывают опыты над людьми. Японцы называют подопытных «марута», что в переводе с японского означает «брёвна». Курсантам дико смотреть на то, как над людьми проводятся самые жесточайшие опыты.
В частности, подопытных выводят на мороз в 15 градусов, обливают руки холодной водой и держат так 10 часов, а потом подопытный должен опустить руки в горячую воду, далее преподаватель лёгким движением руки буквально сдирает кожу с подопытного. В другом эпизоде руки подопытного замораживают жидким азотом, а преподаватель бьёт по ним палкой-указкой и замороженные пальцы легко отламываются от кистей. В фильме также показаны эпизоды отравления подопытных в газовой камере, вскрытия тел людей (в том числе живых) и другое.
6 августа 1945 года Хиросима и 9 августа Нагасаки подвергаются атомным бомбардировкам США; СССР объявляет войну Японии, и начинается Советско-японская война. Японское командование приказывает отступать по всем направлениям. Сиро Исии получает телеграмму из Японии о немедленном отступлении. Сиро Исии проводит совещание, в ходе которого приказывает уничтожить все улики, указывающие на деятельность лаборатории, все здания взорвать до основания, уничтожить все результаты исследований и тому подобное.
В спешке японцы делают всё, как им приказали, и садятся в вагоны уезжающего в Японию поезда. На прощание Сиро Исии выступает с речью перед подчинёнными и их семьями. Он говорит, что об этом периоде их жизни никто не должен узнать, дабы не привлекать внимание и не быть осуждёнными за содеянное.
Далее в титрах рассказывается о дальнейшей судьбе Сиро Исии. Из информации становится понятным, что Сиро Исии находился на территории Кореи и разрабатывал биологическое оружие для корейцев, позже он умер в 1959 году где-то в Японии от болезни. Служащие в молодёжном корпусе также живут в очень сложных условиях на родине, их не признают, их знания непригодны и вообще они никому не нужны.

## Критика
Хотя режиссёр утверждает, что он лишь пытался точно изобразить историческую правду в своем фильме, он был подвергнут критике за то, что использование в фильме жесточайших сцен насилия сводит на нет любую его образовательную ценность.
Из-за своего содержания фильм вступил в массовый конфликт с цензурой во всем мире, в том числе в странах бывшей антияпонской коалиции. Первоначально он был запрещен в Австралии, а в Японии вызвал такой общественный резонанс, что режиссёр получал угрозы убийством. После первого же сеанса в Японии фильм был снят с показа из-за угроз ультраправых националистических организаций сжечь кинотеатры. Во многих странах часть эпизодов была вырезана, или же фильм был полностью запрещен к показу из-за натуралистичности и жестокости.
Особый протест вызвали: сцена вивисекции живого китайского мальчика, а также кадры, на которых живая кошка вбрасывается в комнату с сотнями бешеных крыс (где она съедается ими заживо), только в 2010 году Тун Фей Моу признался, что кошке, которую бросали в комнату с крысами, ничего не грозило. Для съёмки её шерсть вымазали мёдом, окрашенным под кровь и если внимательно посмотреть сцену, то видно, что крысы её только лижут, а не кусают. А также сцена последующего сожжения крыс заживо. Это вызвало критику во многих странах из-за своей чрезмерной жестокости и натуралистичности.

## Производство
Бюджет фильма был довольно скромным — примерно 200 000 долларов. Вследствие этого, поскольку на муляжи денег не хватало, в некоторых сценах использовались настоящие человеческие трупы. Так, в сцене вивисекции китайского мальчика использовался реальный труп ребёнка. Режиссёр Моу Дуньфэй целый месяц искал труп примерно того же возраста, что и мальчик, который играл эту роль, пока ему не сообщили о наличии трупа ребёнка, погибшего от несчастного случая. Моу Дуньфэй лично встретился с родителями этого мальчика и получил от них согласие на его вскрытие перед камерой (на крупных планах были засняты органы свиньи). Поскольку лица актёров, игравших врачей, в этот момент в поле зрения камеры не попадали, то их сыграли профессиональные патологоанатомы.
Девушку, чьи руки подвергают обморожению, а потом с них сдирают кожу, сыграла племянница Тун Фей Моу — он просто не смог найти актрису, которая согласилась бы играть такую роль.
Только в 2010 году Моу Дуньфэй признался, что кошке, которую бросали в комнату с крысами, ничего не грозило. Для съёмки её шерсть вымазали мёдом, окрашенным под кровь и если внимательно посмотреть сцену, то видно, что крысы её только лижут, а не кусают.

## Продолжения
Вслед за фильмом были созданы три киноленты, одновременно являющиеся и продолжениями, и ремейками основной истории. Два фильма продолжают тематику истории Отряда 731. «Laboratory of the Devil» происходит параллельно оригиналу и рассказывает историю со стороны одного из японских солдат, пытающегося спасти свою невесту-японку, оказавшуюся в числе подопытных после признания её отца военным преступником. «Narrow Escape» продолжает предыдущий фильм, в центре сюжета солдаты Отряда 731, возвращающиеся в Японию на поезде после расформирования Отряда, и по случайности зараженные образцами чумы. Третий фильм не относится к деятельности Отряда напрямую и сосредоточен на изображении трагедии в Нанкине. Его снял Моу Дуньфэй, как и оригинальный фильм, в то время как предыдущие два продолжения были сняты не менее известным гонконгским режиссёром Годфри Хо.
- Laboratory of the Devil (黑太陽731續集之殺人工廠, 1992)
- Narrow Escape (死亡列車, 1994)
- Black Sun: The Nanking Massacre (黑太陽─南京大屠殺, 1995)

## В ролях
- Ван Ган — в роли генерала Сиро Исии
- У Дайяо
- Ван Жуньшэнь
- Тянь Цзефу
- Гоу Сюй
- Мэй Чжаохуа
- Цюань Чжэ
- Эндрю Юй